# Mercado de Bloemen

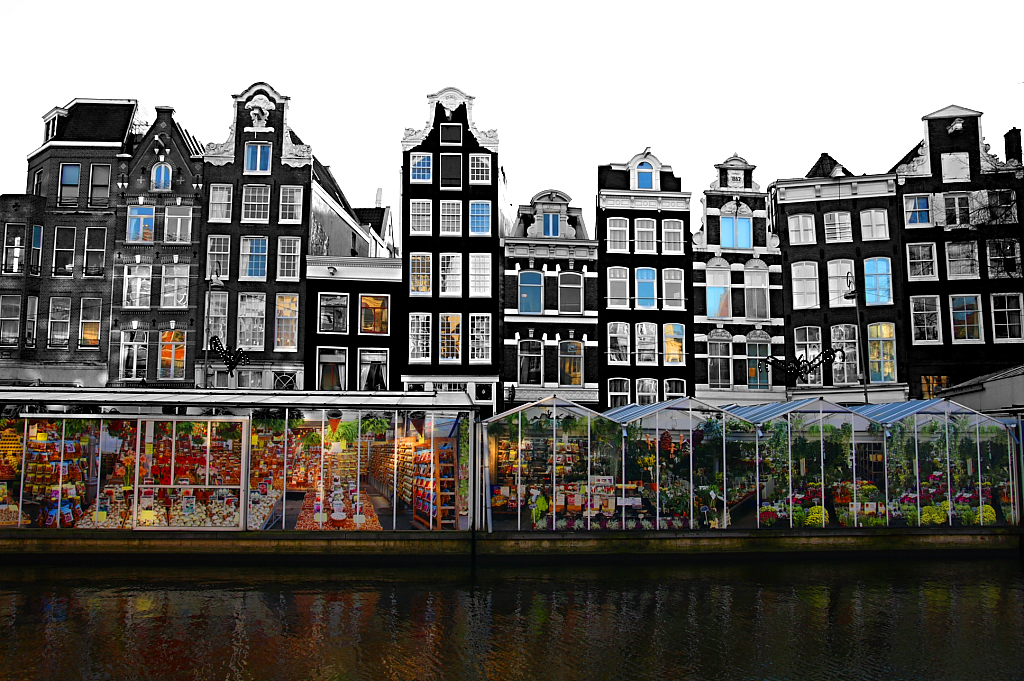
Vista del Bloemenmarkt sobre el canal Singel.

El Mercado de Bloemen (en neerlandés: Bloemenmarkt) es el mercado de flores más famoso de la ciudad de Ámsterdam (Países Bajos). Los puestos del mercado se encuentran situados sobre barcazas atracadas a lo largo de las orillas del canal Singel. Fue fundado en 1862, entre las plazas de Koningsplein y Muntplein. Comprende 15 floristerías.
El mercado de la flores original, que abrió sus puertas en el año 1862 se encontraba en la Sint-Luciënwal. Sin embargo, en 1883, el mercado de flores tuvo que trasladarse a su actual ubicación en la ribera del Singel. En ese momento, el mercado todavía era conocido como Plantenmarkt. Las flores cortadas se ganaron su lugar hacia la década de 1960. En la actualidad los productos de recuerdos están desplazando en parte a las flores por el mayor éxito entre los turistas que visitan la ciudad.